# Стэнли, Уинстон
Уинстон Алиссес Стэнли (англ. Winston Ulysses Stanley, родился 17 июля 1974 в Виктории) — канадский регбист и регбийный тренер, игравший на позиции винга. Рекордсмен сборной Канады по числу очков, заработанных с попыток (23).

## Биография
Выпускник Университета Британской Колумбии. Выступал в чемпионатах Канады за команду университета, легкоатлетическую ассоциацию Джеймса Бэя и клуб «Ванкувер Кэтс». В чемпионате Англии играл за клубы «Лестер Тайгерс» и «Лидс Тайкс». С «Лестером» выиграл чемпионат Англии в 2001 году и Кубок Хейнекен 2001/2002.
В сборной сыграл 66 матчей, дебютировал 21 мая 1994 в матче против США. Набрал 123 очка, из них 115 за счёт попыток. Играл на чемпионатах мира 1995, 1999 и 2003 годов. Последнюю игру сыграл 29 октября 2003 против Тонга. В 1995 году в матче против ЮАР на чемпионате мира был сбит Питером Хендриксом, что привело к массовой драке и удалению сразу трёх игроков.
По окончании карьеры игрока стал тренером, руководил командами «Велокс Валхаллианс», «Эдмонтон Голд» и «Ванкувер Айленд Кримсон». До 2014 года преподавал регби в школе Гленлайон-Норфолк в Виктории. С 2014 года тренер клуба «Велокс Валхаллианс».